# Les Noces vénitiennes
Pour plus de détails, voir Fiche technique et Distribution.
Les Noces vénitiennes (La prima notte) est un film franco-italien réalisé en 1959 par Alberto Cavalcanti.

## Fiche technique
- Titre  original : La prima notte
- Réalisateur : Alberto Cavalcanti, assisté de Tinto Brass et Leopoldo Savona
- Scénario : Jean Ferry, Claude-André Puget, Luciano Vincenzoni, d'après le roman "Les Noces vénitiennes", d'Abel Hermant, Editions Ferenczi & fils, Paris, 1924, 157 pp.
- Dialogues : Jean Ferry, Claude-André Puget
- Sociétés de production :  Cinétel et Era Cinématografica
- Producteurs : Giovanni Addessi, Robert Gascuel
- Musique du film : Jean Françaix et Carlo Rustichelli
- Directeur de la photographie : Gianni Di Venanzo, Raymond Voinquel (Photographe de plateau)
- Montage : Elsa Arata, Maurizio Lucidi, Yvonne Martin
- Création des décors : René Moulaert
- Décorateur de plateau : Arrigo Breschi
- Création des costumes : Grazia Lusignoli, Elisabeth Simon
- Pays d'origine : France-Italie
- Lieu de tournage : Venise
- Genre : Comédie
- Durée : 1h30
- Date de sortie : 29 avril 1959 en France
- Affiche : Jean Mascii (France)

## Distribution
- Martine Carol : Isabelle dos Santos
- Vittorio De Sica : Alfredo
- Philippe Nicaud : Gérard Chevalier
- Claudia Cardinale : Angelica
- Marthe Mercadier : Antoinette Sophronides
- Jacques Sernas : Bob Lebel
- Ave Ninchi : Yolanda
- Don Ziegler : Aristide Sophronides
- Martita Hunt : Lisa Bradwell dit Soso
- André Versini : Le marquis Thierry Lepel
- Brigitte Juslin : Barbara
- Ivan Dominique : John
- Tonino Lenza : Sebastiano
- Giacomo Furia : Stanislas

## Tournage
- à Venise